# Women for Women International
 (mars 2018).
Si vous disposez d'ouvrages ou d'articles de référence ou si vous connaissez des sites web de qualité traitant du thème abordé ici, merci de compléter l'article en donnant les références utiles à sa vérifiabilité et en les liant à la section « Notes et références ».
Women for Women International (WfWI) est une organisation humanitaire à but non lucratif qui fournit un soutien matériel et moral aux femmes victimes de la guerre. 
WfWI aide ces femmes à reconstruire leur vie après les dévastations de la guerre, à travers un programme d'un an. Ce programme commence par une aide financière et un soutien émotionnel. Il inclut une formation, si nécessaire, d'alphabétisation, une sensibilisation à leurs droits, une formation de santé, une formation professionnelle et sur le développement de petites entreprises. 
L'organisation a été cofondée en 1993 par Zainab Salbi, une Irakienne américaine, elle-même une survivante de la guerre Iran-Irak et son mari, Amjad Atallah. De 2012 à 2014, WfWI a été dirigé par Afshan Khan, un ancien dirigeant de l'UNICEF, qui est devenu le premier président de WfWI depuis que la fondatrice Zainab Salbi s'est retirée pour se consacrer davantage à l'écriture et à l'enseignement. Laurie Adams en est la Présidente depuis 2016.
Basée à Washington, WfWI a également des bureaux exécutifs et dédiés à la collecte de fonds à Londres et des antennes dans huit pays en post-conflit : l'Afghanistan (création du programme, 2002) ; Bosnie-Herzégovine (1994) ; République démocratique du Congo (2002); l'Irak (2003) ; Kosovo (1999) ; Nigeria (2000) ; Rwanda (1997) et Soudan du Sud (2006).

## Histoire
Women for Women International a été fondée par une femme et son mari, Zainab Salbi, et Amjad Atallah. Ils ont été motivés à passer à l'acte après avoir découvert la situation des femmes dans des camps de viols pendant la guerre de Yougoslavie et la lenteur des réactions de la communauté internationale. WfWI a lancé ses activités par la création de connexions sœur à sœur entre des sponsors aux États-Unis et des femmes victimes de la guerre en Bosnie-Herzégovine.
Durant sa première année, Women for Women International a travaillé avec huit femmes et a distribué près de 9 000 $ d'aides. Alors que l'organisation acquérait de l'expérience, ses membres ont commencé à comprendre que l'aide financière n'était pas une réponse suffisante pour les femmes qui avaient tout perdu. Les femmes rescapées de la guerre, en particulier celles devenues veuves, devaient commencer à prendre connaissance de leurs droits et leur potentiel en tant que femmes, développer leurs compétences et trouver un moyen de générer des revenus stables.

## Fonctionnement
Les participants de Women for Women International s'inscrivent à un programme d'un an, leur permettant ainsi d'acquérir les compétences, la confiance, le soutien psychologique et mutuel nécessaire pour reconstruire leur vie après la guerre. Les femmes participantes sont placées dans des groupes (généralement autour de 25 personnes), qui deviennent leur réseau de support permanent. Chaque groupe passe par un programme de formation pour apprendre à connaître leurs droits et leur rôle dans la vie économique, sociale, civique de leurs communautés. Elles participent à des cours sur la santé et le bien-être. Celles qui en ont besoin peuvent participer à un programme d'alphabétisation qui leur permet de prendre part à la suite de la formation.
Ensuite, chaque femme reçoit une formation professionnelle avec des objectifs clairs qu'elle aura formulés elle-même dans son Individual Participant Plan. Cette phase de formation est conçue pour renforcer les compétences existantes et en introduire de nouvelles dans des secteurs traditionnels et non traditionnels. Ces compétences professionnelles servent à impliquer les femmes dans l'agriculture, l'élevage, la transformation des aliments, divers emplois dans le service, le textile ou l'artisanat, etc.
Au 30 juin 2011, WfWI a distribué 103 millions de dollars à plus de 317 000 femmes. Le programme est financé grâce à un mélange de sponsors et de subventions gouvernementales, multilatérales, de fondations, d'entreprises et de donateurs individuels.

## Principales actions
Le département internet de suivi et d'évaluation de Women for Women International mesure les performances de WfWI à l'égard de quatre objectifs clés : les femmes ont un revenu ; les femmes sont bien, les femmes sont des décideurs et les femmes ont des filets de sécurité. En septembre 2011, le département constatait plusieurs évolutions.

### Finances et travail
À travers la formation professionnelle de WfWI les femmes ont acquis des compétences adaptées au marché du travail, des opportunités de carrière et des connaissances en rapport à la création d'entreprise.
Ainsi, pour le revenu moyen journalier, en moyenne, les diplômées reportent un revenu moyen quotidien de 1,44 $, en comparaison à 0,37 $ au moment de l'inscription. De même, 88 % des diplômées déclarent avoir certaines économies, par rapport à 26 % au moment de l'inscription.

### Éducation
Les diplômées reportent une augmentation de leurs connaissances et se comportent de façon à promouvoir la santé, y compris l'éducation sexuelle, la nutrition et la gestion du stress. En moyenne, 91 % des diplômées déclarent connaître les composantes d'une bonne nutrition, en comparaison à 31 % au moment de l'inscription.

### Accession aux positions de responsabilité
Le programme d'éducation aux droits de WfWI équipe les femmes avec les connaissances et les compétences requises pour accéder aux opportunités qui leur sont disponibles, telles que l'acquisition de terres, ou la participation à la communauté et à la prise de décision à échelle nationale.
Au diplôme, 95 % des femmes déclarent connaître et comprendre leurs droits, contre 28 % seulement au moment de l'inscription.

### Création de réseau
À l'obtention du diplôme, les femmes à la fois par elles-mêmes et en solidarité avec les autres, contribuent à la cause des femmes à travers la promotion de leurs besoins et des désirs.
À l'obtention du diplôme, 59 % des femmes indiquent avoir une vie sociale et communautaire active, par rapport à 28 % seulement au moment de l'inscription.

## Récompenses
En 2006, l'association devient la première organisation de femmes à recevoir le prix Conrad Hilton Humanitarian Award d'un montant de 1,5 million de dollars.